# Aleksander Harkawiec
Aleksander Mikołajowicz Harkawiec, (ukr. Гаркаве́ць Олександр Миколайович; ur. 19 października 1947 w Switłym Łuczu w rejonie starobyszowskim obwodu stalińskiego) – językoznawca, działacz społeczny, kulturalny i polityczny. Specjalista w dziedzinie folkloru urumskiego i krymskotatarskiego, znawca języków tureckich, profesor.
Badał kipczacką wersję „Statutu ormiańskiego w zatwierdzeniu Zygmunta Starego” i inne kipczackojęzyczne zabytki ormiańskie pod względem językowym.

## Niektóre Prace
- Конвергенция армяно-кыпчакского языка к славянским в ХVI–XVII вв. Kijów, 1979;
- Кыпчакские языки: куманский и армяно-кыпчакский. Ałma-Ata, 1987;
- Тюркские языки на Украине. Kijów, 1988;
- Принципы национальной политики языкового строительства. Ałma-Ata, 1990.